# Charadrius peronii
Charadrius peronii е вид птица от семейство Charadriidae. Видът е почти застрашен от изчезване.

## Разпространение
Видът е разпространен в Бруней, Виетнам, Индонезия, Източен Тимор, Камбоджа, Малайзия, Сингапур, Тайланд и Филипините.